# Liste historischer Reiche in Gambia
Dies ist eine Liste der historischen Reiche in Gambia.
Dabei sind alle Reiche auf dem heutigen Staatsgebiet von Gambia aufgelistet, diese lagen  aber damals teilweise auch auf dem heutigen Gebiet von Senegal. Die Reiche sind nach ihrer Reihenfolge am Gambia-Fluss aufgelistet – von West nach Ost. In Klammern: alternative Schreibweisen.

## Liste der historischen Reiche in Gambia

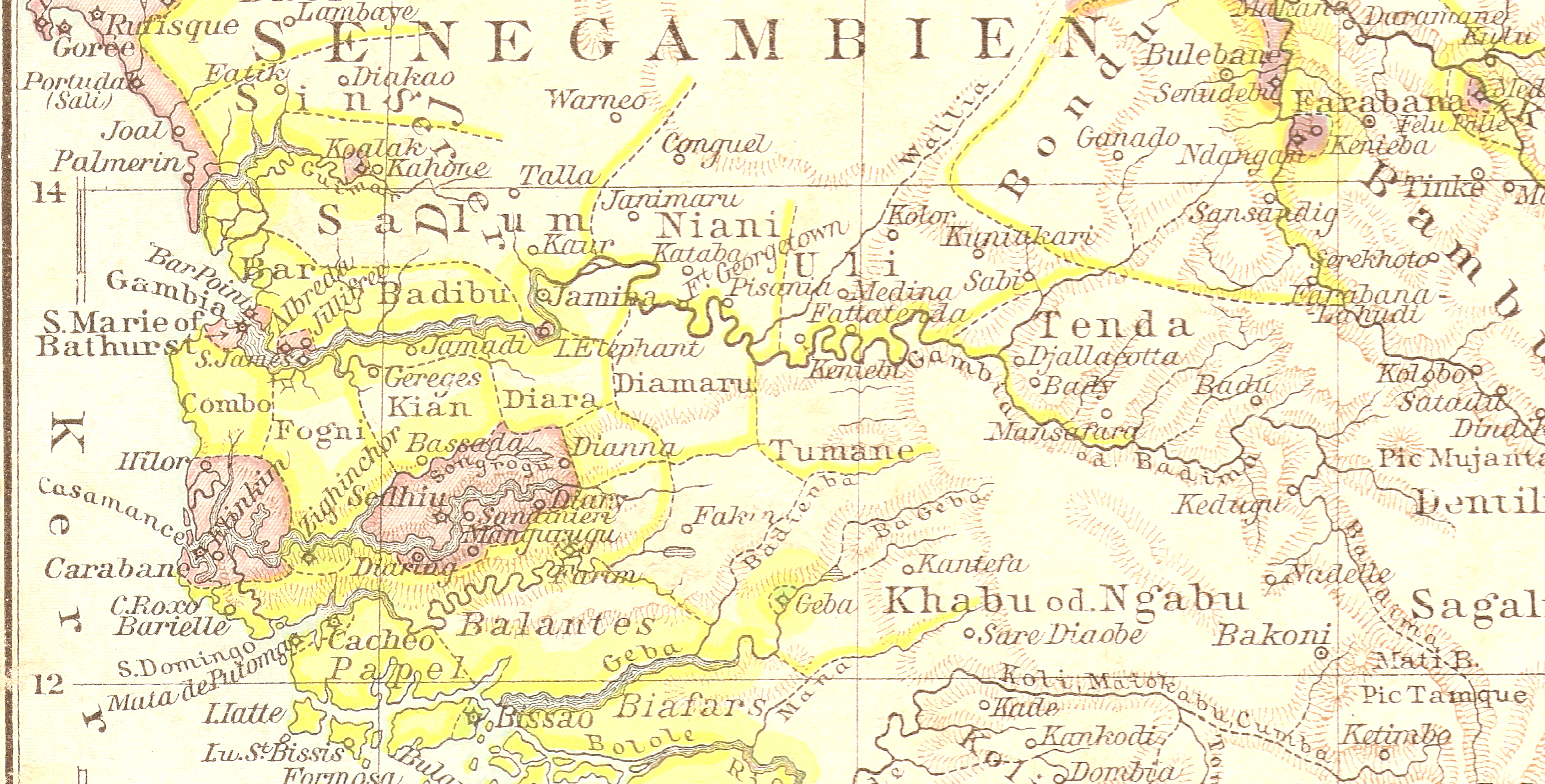
Alte Karte von der Region aus dem Andrees Allgemeiner Handatlas (1881)

Nordufer des Gambia
- Niumi (portugiesisch Barra, Bara, Bar)
- Jokadu
- Baddibu (Badibu)
- Saloum (Salum)
- Niani
Lower Niani (französisch Bas Niani)
Upper Niani (französisch Haut Niani)
- Wuli (Wulli, Woolli, Ouli, Uli)

Südufer des Gambia
- Kombo (Combo)
- Foni (Fogni, Fooñi, französisch Fogny)
- Kiang (Kian)
- Jarra (Jagra, französisch Diara)
- Niamina (Jamina, Yamina)
- Eropina (Wuropana)
- Jimara (Diamaru)
- Tomani (Tomana, Tumane, Tumana)
- Kantora (Cantora)